# Malo Čajno
Malo Čajno (en serbe cyrillique : Мало Чајно) est un village de Bosnie-Herzégovine. Il est situé dans la municipalité de Visoko, dans le canton de Zenica-Doboj et dans la fédération de Bosnie-et-Herzégovine. Selon les premiers résultats du recensement bosnien de 2013, il compte 510 habitants.

## Géographie
Le village est situé à la confluence du Lužnički potok et de la Goruša, un affluent droit de la Bosna.

## Démographie

### Évolution historique de la population dans la localité
| 1948 | 1953 | 1961 | 1971 | 1981 | 1991 | 2013 |
| ---- | ---- | ---- | ---- | ---- | ---- | ---- |
| -    | -    | 406  | 464  | 507  | 498  | 510  |

|  |